# 홀수 지방산

17개의 탄소 원자를 가지고 있는 헵타데칸산은 중요한 홀수 지방산이다.

홀수 지방산(영어: odd-number fatty acid)은 홀수 개의 탄소 원자를 가지고 있는 지방산이다. 포화 또는 불포화에 따라 분류되는 것 외에도 지방산은 구성 탄소 원자의 홀수 또는 짝수 정도에 따라 분류된다. 자연에 풍부하게 존재하는 대부분의 지방산들은 짝수 지방산(예: 팔미트산(C16), 스테아르산(C18))이다. 물리적 특성에서 홀수 지방산과 짝수 지방산은 유사하며, 일반적으로 무색이며, 알코올에 용해되고, 보통 다소 유성이다. 홀수 지방산은 짝수 지방산과는 약간 다르게 생합성되고 대사된다. 일반적인 C12~C22인 긴사슬 지방산 외에도 일부 매우 긴사슬 지방산(VLCFA)도 알려져 있다. 이러한 매우 긴사슬 지방산들 중 일부는 홀수 사슬의 다양성을 지니고 있다.

## 생합성
|  |

가장 일반적인 홀수 지방산은 포화된 C15 및 C17 유도체로, 각각 펜타데칸산 및 헵타데칸산이다. 짝수 지방산의 합성은 아세틸-CoA 전구체를 조립함으로써 수행된다. 전구체인 아세틸-CoA에서 2개의 탄소 단위가 사용되기 때문에 생성된 지방산은 짝수개의 탄소 원자를 가지고 있다. 그러나 홀수 지방산에서는 아세틸-CoA 대신 프로피오닐-CoA가 지방산의 생합성을 위한 프라이머로 사용된다.

## 물질대사
홀수 지방산의 산화에는 세 가지 추가적인 효소가 필요하다. 첫 번째는 프로피오닐-CoA 카복실화효소이다. 이 효소는 프로피오닐-CoA의 α-탄소를 카복실화하여 D-메틸말로닐-CoA를 생성하는 역할을 한다. 다음으로 메틸말로닐-CoA 에피머화효소가 이성질화 반응을 수행한다. 구체적으로 카복실화효소 반응에 의해 생성된 D-이성질체는 메틸말로닐-CoA의 L-이성질체로 변환된다. 이것은 최근에 발견된 효소로 1900년대 후반에 연구되었으며 첫 번째 출판은 1961년에 이루어졌다. 연구자들은 석시닐-CoA로 전환되기 전에 실제로 라세미 반응이 있었다고 결론지었다. 마지막으로 비타민 B12(조효소 B12) 의존성 효소인 메틸말로닐-CoA 뮤테이스는 자유 라디칼 메커니즘을 사용하여 L-메틸말로닐-CoA를 석시닐-CoA로 전환시킨다. 석시닐-CoA는 시트르산 회로의 대사 중간생성물이며, 시트르산 회로로 쉽게 들어갈 수 있다.

## 생성
홀수 지방산은 특히 반추동물의 지방과 우유(예: 헵타데칸산)에서 발견된다. 일부 식물성 지방산도 홀수개의 탄소 원자를 가지고 있으며, 식물의 엽록소에서 흡수된 피탄산은 여러 개의 메틸 분기점을 가지고 있다. 결과적으로 피탄산은 3개의 홀수 단위인 3C 프로피오닐 단위와 3개의 짝수 단위인 2C 아세틸 단위 및 1개의 짝수 단위인 4C 아이소뷰티릴 단위로 분해된다. 사람의 경우 뷰티르산 및 옥탄산과 극명하게 대조적으로 홀수의 짧은사슬 지방산인 프로피온산은 해당과정에 대한 억제 효과가 없으며 케톤체 생성을 자극하지 않는다. 프로피오닐-CoA를 형성하는 홀수 지방산 및 가지사슬 지방산은 포도당신생합성을 위한 마이너 전구체 역할을 할 수 있다.

## 같이 보기
- 지방산
- 가지사슬 지방산
- 포화 지방산
- 불포화 지방산